# Bindungsfähigkeit
Die Bindungsfähigkeit ist ein spezifisches Vermögen des Menschen, mit Sozialpartnern in längerdauernde emotionale Wechselbeziehungen einzutreten.
Die Bindungsfähigkeit ist ein typisches Merkmal psychophysisch stabiler Persönlichkeiten, die gleichermaßen über gute emotionale Resonanzfähigkeit als auch über die Fähigkeit zu dauerhafter emotionaler Bindung mit relevanten Sozialpartnern verfügen. Der Mangel an Bindungsfähigkeit kann einerseits neurotisch verursacht, z. B. eine Verflachung, jedoch auch Symptom psychopathologischer Störungen, z. B. bei Gemütsarmut, Haltschwäche, Autismus u. a. sein.
Störungen der Bindungsfähigkeit sind oft auch Folgeerscheinungen von Hirnschädigungen, die vor, während oder nach der Geburt auftreten. Bei schweren Formen von kognitiver oder körperlicher Behinderung kann die Bindungsfähigkeit genauso verloren gehen wie zum Beispiel bei psychotischen Störungen. 
Als Bindungslosigkeit bezeichnet man das Unvermögen eines Menschen, in dauerhaften sozialen Kontakt zu Einzelpersonen oder Gruppen zu treten. Beruht Bindungslosigkeit nicht auf Gemütsarmut im Sinne einer psychopathisch oder hirnorganisch bedingten Störung und können auch neurologisch-psychiatrische Erkrankungen als Ursachen ausgeschlossen werden, z. B. kindliche Schizophrenie, ist sie in neurotischen Störungen begründet.
In der Pathopsychologie betrachtet man weitgehend übereinstimmend die Symptome „Lügen – Stehlen – Schulbummelei“ als Symptome oder Syndrom der Bindungslosigkeit. Die Bindungslosigkeit ist eine der Hauptursachen des Entweichens, teilweise auch Ursache heimlicher Zerstörungsdelikte, deren Ziel es ist, Dritten zu schaden oder deren Aufmerksamkeit gewaltsam auf sich zu lenken.
Bindungslose Minderjährige neigen zu Falschangaben über ihre Eltern und Erziehungsberechtigten, wenn sie sich für dissoziale Verhaltensweisen verantworten müssen. Hauptmerkmale der Bindungslosigkeit sind die Neigung zur Eigenbrötelei, Wegfall des sozialen Verantwortungsgefühls für relevante Sozialpartner, z. B. für die Familie, die Ersatzfamilie oder das Heim, und die Neigung zum schnellen Wechsel der sozialen Hauptbezugspersonen, zu denen allerdings auch nur flüchtige und kurzzeitige Kontakte bestehen.